# Cebus imitator
El capuchino cariblanco panameño (Cebus imitator), también conocido como capuchino de cabeza blanca panameño o capuchino de cara blanca centroamericano, es un mono de tamaño mediano del Nuevo Mundo de la familia Cebidae, subfamilia Cebinae. Originario de los bosques de América Central, el capuchino cariblanco es importante para la ecología de la selva tropical por su papel en la dispersión de semillas y polen.
Entre los monos más conocidos, el capuchino cariblanco panameño es reconocido como el compañero típico del organillero. En los últimos años, esta especie se ha hecho popular en los medios de comunicación estadounidenses, sobre todo en la serie de películas Piratas del Caribe. Es un mono muy inteligente y ha sido adiestrado para ayudar a personas parapléjicas. Es de tamaño mediano y pesa hasta 3,9 kg. Es mayoritariamente negro, pero tiene la cara rosada y gran parte de la parte delantera del cuerpo blanca, lo que le da su nombre común. Tiene una característica cola prensil que suele llevar enrollada y que utiliza para sostenerse cuando se alimenta bajo una rama.
En estado salvaje, el capuchino cariblanco panameño es versátil, vive en muchos tipos diferentes de bosque y come muchos tipos diferentes de alimentos, como fruta, otras plantas, invertebrados y pequeños vertebrados. Vive en tropas que pueden superar los 20 animales e incluir tanto machos como hembras. Destaca por el uso de herramientas, como frotarse plantas por el cuerpo en un aparente uso de la medicina herbal, y también por utilizar herramientas como armas y para llegar a la comida. Es un mono longevo, con una edad máxima registrada de más de 54 años.
Los capuchinos cariblancos panameños son muy sociables y viven en grupos de 16 individuos por término medio, de los cuales unas tres cuartas partes son hembras. Los grupos están formados por hembras emparentadas, machos inmigrantes y crías. Por término medio, las hembras tienen crías cada 27 meses, aunque se aparean durante todo el año. Las hembras tienden a permanecer dentro de su grupo original, mientras que los machos abandonan su grupo natal a los 4 años y cambian de grupo cada 4 años a partir de entonces. Tanto los machos como las hembras exhiben diferentes comportamientos de dominancia dentro del grupo.

## Taxonomía
El capuchino cariblanco panameño es miembro de la familia Cebidae, la familia de monos del Nuevo Mundo que incluye a los monos capuchinos y a los monos ardilla. Hasta el siglo 21 el capuchino cariblanco panameño era considerado conespecífico con Cebus capucinus, el capuchino cariblanco colombiano, pero como una subespecie separada C. capucinus imitator. Algunos primatólogos continúan considerando a los capuchinos cariblancos panameños y colombianos como una sola especie.Es miembro del grupo de especies C. capucinus dentro del género Cebus, que también incluye al capuchino cariblanco colombiano, al capuchino de frente blanca, al capuchino llorón y al capuchino de Kaapori.

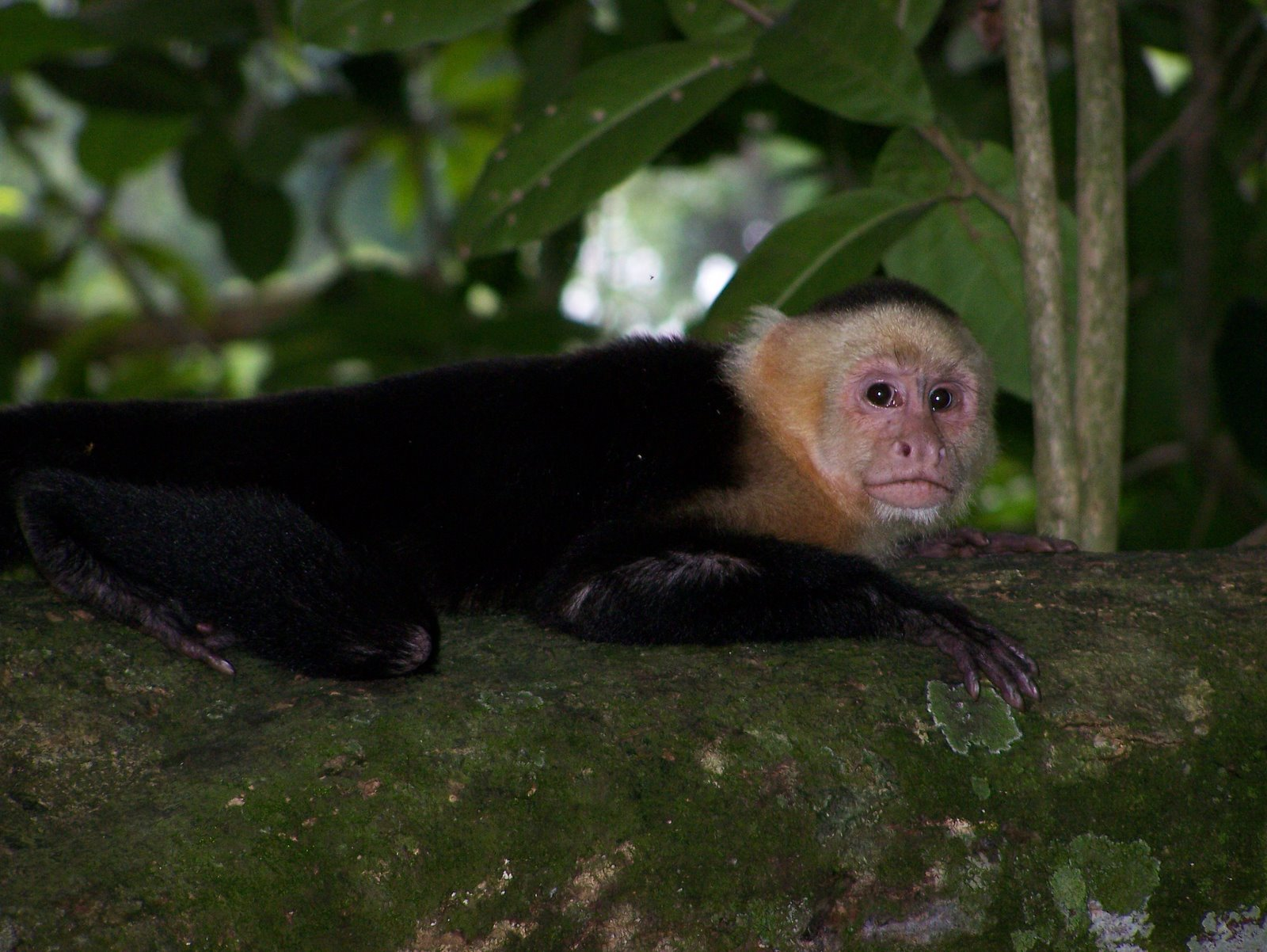

En 2012, un estudio de Boubli, et al. demostró que C. imitator y C. capucinus se separaron hace hasta 2 millones de años.El estudio de Boubli también indicó que los capuchinos cariblancos hondureños, que anteriormente se habían considerado una posible subespecie separada, C. capucinus limitaneus, no eran genéticamente distintos de los capuchinos cariblancos panameños.
El capuchino cariblanco panameño es la especie de mono capuchino mejor estudiada. Aunque muchos estudios previos se realizaron utilizando el nombre científico C. capucinus, hasta 2014 no se habían realizado estudios de campo del capuchino cariblanco colombiano, por lo que todos estos estudios eran del capuchino cariblanco panameño.

## Descripción física
Al igual que otros monos del género Cebus, el capuchino cariblanco panameño recibe su nombre de la orden de los frailes capuchinos - las capuchas de estos frailes se asemejan mucho a la coloración de la cabeza del mono. El capuchino cariblanco panameño tiene pelaje mayormente negro, con pelaje blanco a amarillo en el cuello, la garganta, el pecho, los hombros y la parte superior de los brazos.La cara es rosada o de color blanco-crema y puede tener marcas de identificación como cejas oscuras o parches de pelaje oscuro.Un área de pelaje negro en la coronilla de la cabeza es distintiva.Tiene una cola prensil que a menudo se mantiene enrollada, dando a los capuchinos de cara blanca el apodo de "cola de anillo".

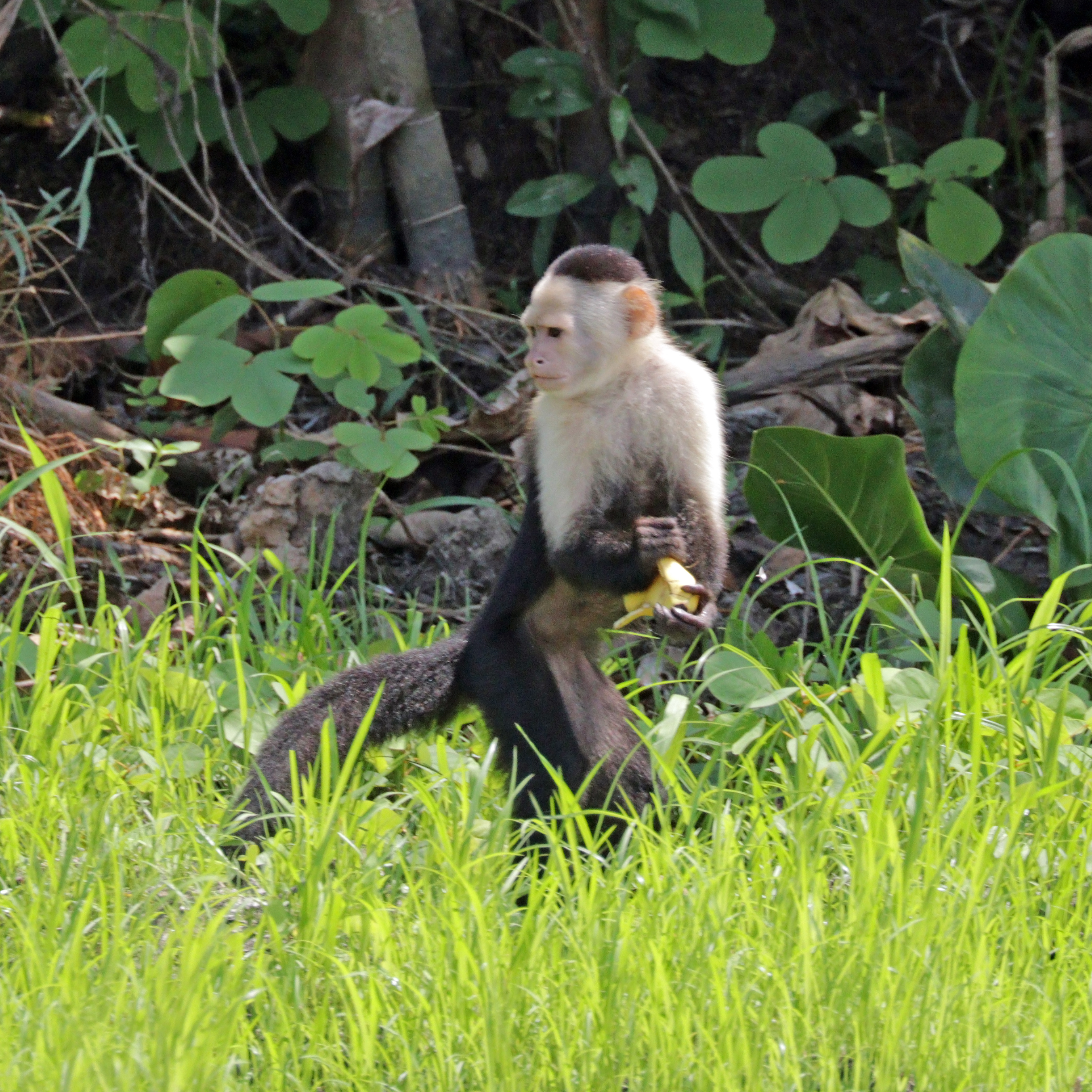
En el lago Gatún, Panamá

Los adultos alcanzan una longitud de entre 335 y 453 mm (13+1⁄4 y 17+7⁄8 pulgadas), excluyendo la cola, y un peso de hasta 3,9 kg (8 lb 10 oz).La cola es más larga que el cuerpo, con hasta 551 mm (21+3⁄4 pulgadas) de longitud.  Los machos son un 27% más grandes que las hembras.El cerebro de un capuchino de cara blanca es de unos 79,2 g (2+13⁄16 oz), que es mayor que el de varias especies de monos más grandes, como el aullador de manto.
El capuchino cariblanco panameño es similar al capuchino cariblanco colombiano en apariencia, excepto que las hembras de capuchino cariblanco panameño tienen mechones frontales alargados de color marrón o grisáceo, que proporcionan un contraste con las mejillas y la garganta de color blanco puro.

## Comportamiento

### Estructura social

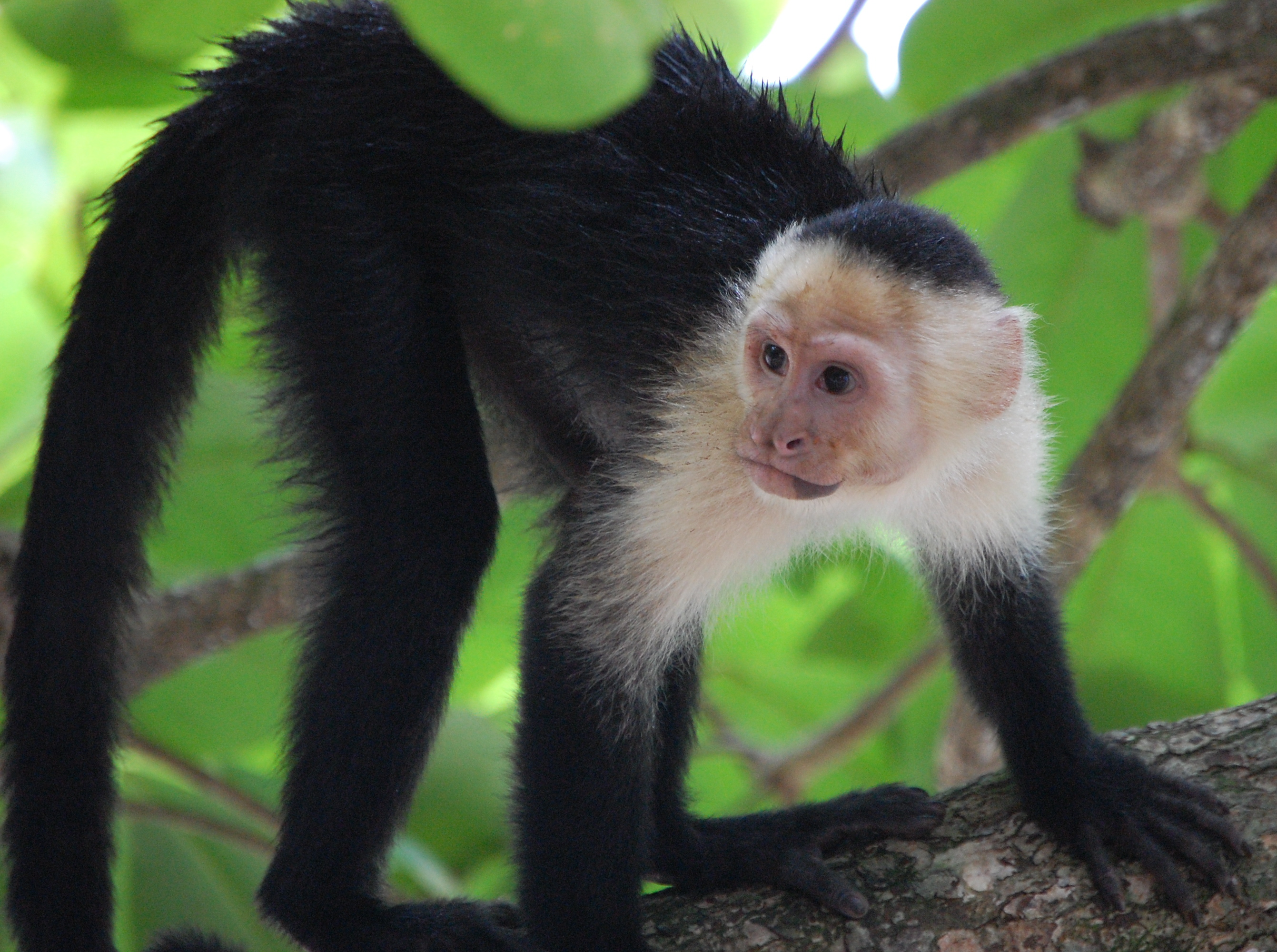
Caminando sobre cuatro extremidades

El capuchino cariblanco panameño es un animal diurno y arborícola. Sin embargo, baja al suelo con más frecuencia que muchos otros monos del Nuevo Mundo. Se desplaza principalmente caminando sobre sus cuatro extremidades.Vive en tropas, o grupos, de hasta 40 monos (media 16, rango 4-40) y tiene una proporción de sexos adultos macho/hembra de 0,71 de media (rango 0,54-0,88). Salvo raras excepciones, las hembras pasan toda su vida con sus parientes hembras.Los machos migran a nuevos grupos sociales varias veces a lo largo de su vida, migrando por primera vez entre los 20 meses y los 11 años de edad. La edad media de migración en la población de Santa Rosa es de 4,5 años. Los machos a veces migran solos, pero más a menudo lo hacen en compañía de otros machos que a menudo son sus parientes. Una de las características inusuales de la estructura de parentesco del capuchino cariblanco panameño, en relación con otras especies de primates, es el alto grado de parentesco dentro de los grupos que resulta de la larga permanencia de los machos alfa que engendran la mayoría de la descendencia. Se sabe que los machos alfa mantienen sus posiciones hasta 17 años en esta especiey esto los pone en la inusual posición de estar disponibles para engendrar la descendencia de sus hijas y nietas, quienes producen su primera cría alrededor de los 6-7 años de edad. Sin embargo, normalmente los machos alfa no se reproducen con sus propias hijas, aunque sí engendran prácticamente toda la descendencia producida por hembras no emparentadas con ellos. Aquellos machos subordinados que son aliados del macho alfa en la defensa del grupo son los machos que engendran la descendencia de las hijas del macho alfa. El alto grado en el que los machos alfa monopolizan los apareamientos resulta en un número inusualmente grande de medio hermanos paternos y hermanos completos en esta especie en relación con otras especies de primates.
El parentesco es un importante factor organizativo en la estructuración de las relaciones sociales entre hembras. Especialmente en los grupos más grandes, las hembras se asocian preferentemente con sus parientes hembras matrilineales, las acicalan y les proporcionan apoyo. No muestran una preferencia similar por sus hermanastras paternas, lo que puede significar que sólo son capaces de reconocer el parentesco a través de la línea materna. El rango de dominancia es también un factor importante de organización, con las hembras más a menudo acicalándose y asociándose con las hembras que están más cerca de ellas en la jerarquía de dominancia.Las díadas hembra-hembra se acicalan mucho más que las díadas macho-hembra y macho-hembra.La agresión coalicionaria es común entre machos y hembras, y los capuchinos parecen tener una excelente comprensión de la estructura de alianzas en su grupo. Por ejemplo, cuando los capuchinos se pelean, reclutan la ayuda de alguien de mayor rango que ellos y que sea más amigo suyo que de su oponente.
Las hembras capuchinas tienen jerarquías de dominancia lineales. En contraste con muchos monos del Viejo Mundo, como los macacos, en los que las hembras heredan socialmente el rango justo por debajo de sus madres y justo por encima de sus hermanas mayores, las capuchinas no tienen un rango altamente predecible dentro de sus matrices.Los machos son típicamente dominantes respecto a las hembras.El macho alfa es siempre fácil de discernir, pero a veces hay rangos ambiguos entre los machos subordinados.Las relaciones macho-macho son tensas, y la afiliación entre machos se expresa típicamente descansando en contacto, jugando, o sexo no-conceptivo en lugar de acicalarse.Los machos cooperan en coaliciones contra depredadores potenciales, y también en defensa del grupo contra otros machos. Ocasionalmente la agresión masculina en coalición se vuelve tan violenta que los machos mueren, particularmente si son encontrados vagando por el bosque sin compañía de aliados. Debido a que la agresión de otros machos capuchinos es la principal causa de muerte (aparte de la caza furtiva por los seres humanos, donde hay contacto entre humanos y capuchinos), los machos aliados son fundamentales para la autodefensa durante la migración, y para ayudar a hacerse cargo de otros grupos. La emigración de los machos a una nueva tropa suele ocurrir cada 4 años, por lo que la mayoría de los machos están en constante peligro de tener que defenderse contra otros grupos de machos.
Las hembras se unen para defender a sus crías de los machos infanticidas, pero rara vez consiguen salvar a sus crías.Dado que las crías impiden que sus madres ovulen amamantándolas con frecuencia, los machos son capaces de adelantar el celo de las hembras matando a las crías y terminando así con la lactancia; esto tiene el efecto de aumentar sus oportunidades de reproducción. Las hembras a menudo se aparean con los asesinos de sus crías y, con el tiempo, suelen apoyar al nuevo macho alfa tanto como lo habían hecho con el anterior.El macho alfa ayuda a defender a las hembras de los machos subordinados dentro del grupo, así como de los machos subordinados.

### Interacciones entre grupos
Las tropas de capuchinos cariblancos panameños ocupan áreas de distribución de entre 32 y 86 hectáreas (79 y 213 acres)Viajan entre 1 y 3 km (1⁄2 y 1+3⁄4 mi) diariamente, con un promedio de 2 km (1+1⁄4 mi) por día.Aunque realizan actividades que se han descrito como "territoriales", investigaciones más recientes indican que las tropas de capuchinos cariblancos tienden a comportarse de forma agresiva con otras tropas de capuchinos cariblancos, independientemente de dónde se encuentren, y la agresión no tiene necesariamente la intención de excluir a las otras tropas de un área de distribución específica.
Las áreas de distribución se solapan ampliamente,por lo que los grupos no son territoriales en el sentido más estricto de la palabra. Tal vez debido a la intensidad de la competición entre machos y a la amenaza de infanticidio, las interacciones entre grupos son típicamente hostiles: los machos se muestran agresivos entre sí y a veces se involucran en agresiones físicas (incluso matando a un oponente), mientras que las hembras cogen a sus crías y huyen Normalmente, los machos son los principales participantes en los encuentros agresivos entre grupos, y parece probable que los machos estén defendiendo el acceso a las hembras de sus grupos. Los machos alfa, que tienen el mayor interés reproductivo en el grupo, participan en mayor proporción que los machos subordinados, Los grupos con más machos tienen ventaja sobre los grupos con menos machos, pero la localización del encuentro dentro del área de campeo también importa; los grupos más pequeños derrotan a los más grandes cuando la lucha ocurre en el núcleo o centro del área de campeo del grupo más pequeño.

### Interacciones interespecíficas
El capuchino cariblanco panameño a veces interactúa con otras especies de monos simpátricos. Los capuchinos cariblancos panameños a veces viajan con los monos araña de Geoffroy e incluso los acicalan.Sin embargo, también ocurren interacciones agresivas entre los capuchinos y los monos araña.Las interacciones entre el capuchino cariblanco panameño y el aullador de manto son infrecuentes, y a veces resultan en que los capuchinos amenazan a los aulladores más grandes.Sin embargo, a veces ocurren asociaciones afiliativas entre los capuchinos y los aulladores, la mayoría involucrando juveniles jugando juntos.
Aunque las especies sudamericanas de capuchinos a menudo viajan y se alimentan con monos ardilla, el capuchino cariblanco panameño se asocia raramente con el mono ardilla centroamericano. Esto parece estar relacionado con la distribución más irregular y dispersa de los recursos alimenticios en América Central y el hecho de que hay menos solapamiento dietético entre el mono ardilla centroamericano y el capuchino cariblanco que entre sus homólogos sudamericanos. Por lo tanto, el mono ardilla centroamericano se beneficia menos de asociarse con el capuchino cariblanco panameño para explotar el conocimiento del capuchino sobre la distribución de los recursos alimenticios. Además, en comparación con sus homólogos sudamericanos, los machos de capuchino cariblanco panameño están relativamente más alerta a los machos rivales que a los depredadores, lo que reduce los beneficios de detección de depredadores que el mono ardilla centroamericano recibe al asociarse con el capuchino cariblanco panameño en comparación con sus homólogos sudamericanos. Dado que los monos ardilla generalmente inician las interacciones con los capuchinos en Sudamérica, el hecho de que asociaciones similares impondrían mayores costes de forrajeo e impartirían menos beneficios de detección de depredadores al mono ardilla centroamericano conduce a menos asociaciones con el capuchino cariblanco panameño.
Varias especies de animales no primates tienden a seguir a las tropas de monos cariblancos o se sienten atraídos por su presencia. Los pecaríes de labios blancos y los agutíes se sienten atraídos por los capuchinos cariblancos que se alimentan, buscando la fruta que dejan caer los capuchinos. También se sabe que varias especies de aves siguen a los capuchinos cariblancos panameños en busca de comida. Entre ellas se encuentran el milano doblemente dentado, el halcón blanco y el halcón picogordo.

### Dieta

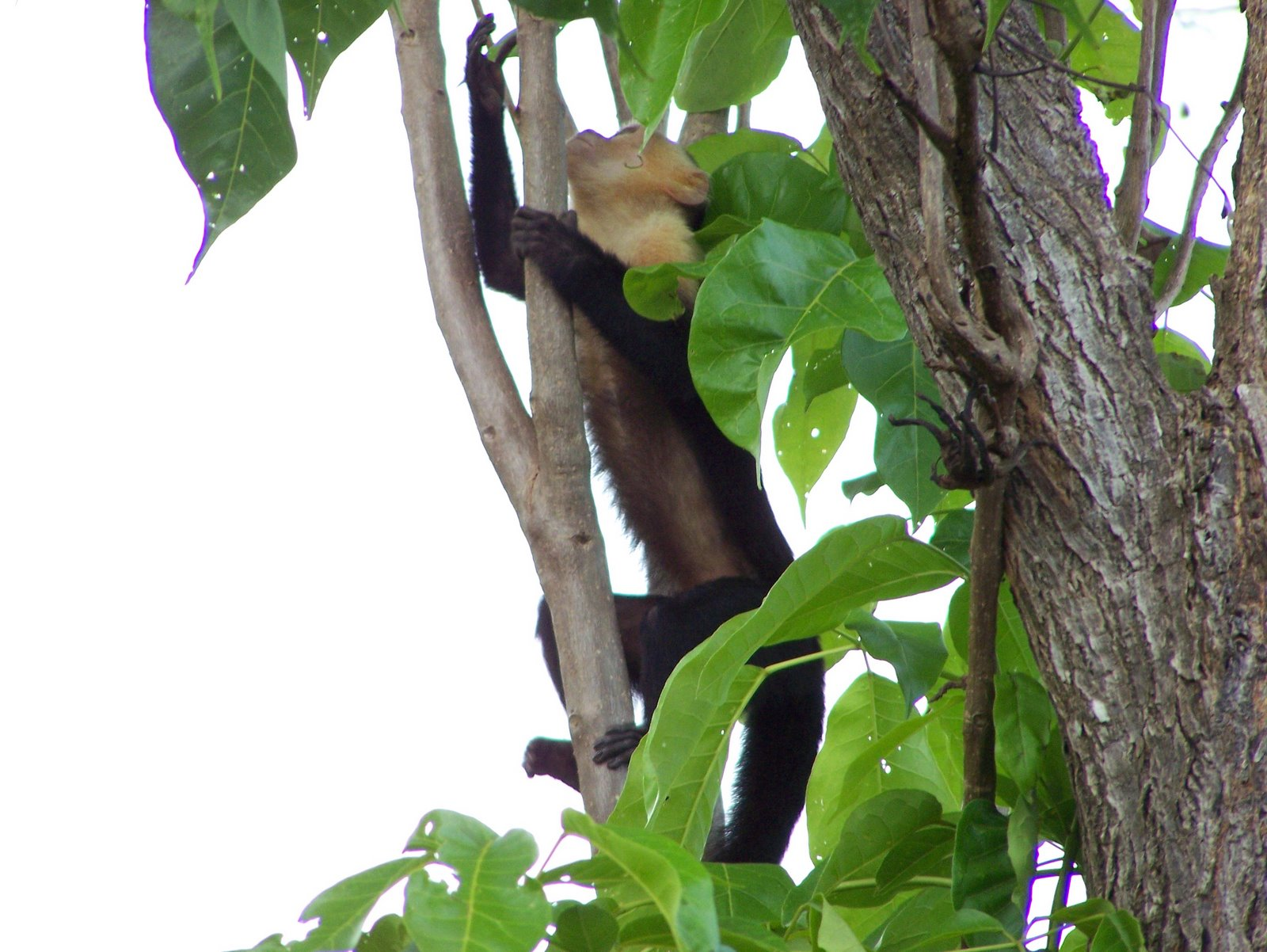
Buscando comida en los árboles

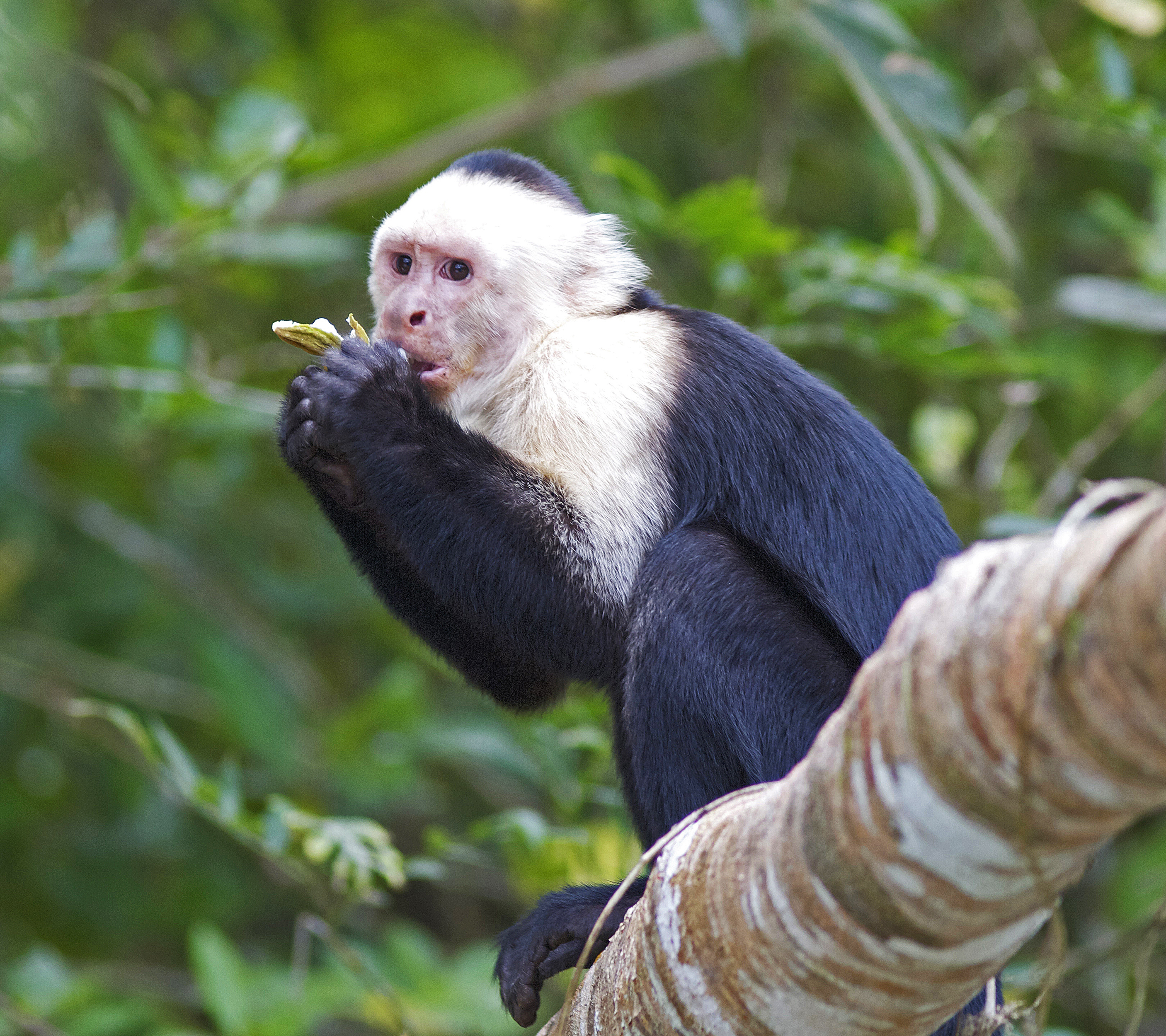
Capuchino cariblanco comiendo un plátano silvestre junto al río Frío, Costa Rica

El capuchino cariblanco panameño es omnívoro. Se alimenta principalmente de frutas e insectos.Busca comida en todos los niveles del bosque, incluido el suelo.Los métodos para encontrar comida incluyen arrancar la corteza de los árboles, buscar entre la hojarasca, romper ramas muertas, rodar sobre rocas y usar piedras como yunques para romper frutas duras.Su cola prensil le ayuda a alimentarse, ya que le sirve de apoyo cuando busca comida debajo de las ramas.
Las frutas pueden constituir entre el 50% y el 67% o más de la dieta del capuchino. En un estudio realizado en Panamá, los capuchinos de cara blanca comieron 95 especies diferentes de frutas. Entre sus frutas favoritas están los higos de la familia Moraceae, los mangos y frutas relacionadas de la familia Anacardiaceae, las frutas parecidas a los frijoles de la familia Leguminosae y las frutas de la familia Rubiaceae. También come frutos de las euforbiáceas, como la judía saltarina Sebastiania pavoniana. Generalmente sólo come fruta madura, comprobando su madurez oliendo, probando y pinchando la fruta. Suele comer sólo la pulpa y el zumo, escupiendo las semillas y las fibras. Otras plantas que come son flores, hojas jóvenes, semillas de ciertas plantas y bromelias.También utiliza las bromelias como fuente de agua, bebiendo el agua que queda atrapada en su interior.En el Parque Nacional de Carara los capuchinos tienen una dieta variada además de lo anterior de frutos y flores de plátano, semillas de heliconia, frutos de huevos de caballo y tallos de anacardiáceas.
Las presas de insectos que come incluyen larvas de escarabajos, orugas de mariposas y polillas, hormigas, avispas y larvas de hormigas y avispas.También come presas más grandes, como pájaros, huevos de pájaros, ranas, lagartos, cangrejos, moluscos y pequeños mamíferos.La población de Guanacaste, Costa Rica, en particular, es conocida por cazar ardillas, urracas, loros de corona blancay crías de coatí.La cantidad de presas vertebradas que come varía según la tropa.Incluso las tropas vecinas pueden mostrar diferencias significativas en sus dietas.
La dieta puede variar entre la estación lluviosa y seca. Por ejemplo, en Guanacaste, Costa Rica, el capuchino cariblanco panameño puede comer una amplia variedad de frutas, así como orugas en la estación lluviosa temprana (junio a noviembre), pero durante la estación seca, sólo higos y algunos otros tipos de frutas están disponibles.Durante la estación seca, los insectos quitinosos, las larvas de hormigas y avispas y los vertebrados se convierten en una parte particularmente importante de la dieta del capuchino cariblanco panameño. El acceso al agua también puede convertirse en un problema durante la estación seca. Al capuchino cariblanco panameño le gusta beber a diario, por lo que en los bosques donde los pozos de agua se secan durante la estación seca, puede haber competencia entre las tropas por el acceso a los pozos de agua restantes.

### Uso de herramientas
Los capuchinos están considerados entre los monos más inteligentes del Nuevo Mundo; han sido objeto de numerosos estudios sobre comportamiento e inteligencia. Se cree que la inteligencia de los capuchinos es una adaptación para apoyar sus hábitos alimenticios; dependen de fuentes de alimentos efímeros que pueden ser difíciles de encontrar. En un estudio concreto realizado en 2007, se descubrió que los capuchinos se encontraban entre los diez primates más inteligentes, por detrás de los monos araña entre los monos del Nuevo Mundo.
El uso de herramientas de piedra es una marcada diferencia entre los capuchinos gráciles del género Cebus y los capuchinos robustos del género Sapajus. Aunque está muy extendido entre los capuchinos robustos, sólo se ha descrito un caso de uso habitual de herramientas de piedra por parte de los capuchinos grácil. Una población de capuchinos cariblancos panameños encontrados en el Parque Nacional Coiba en Panamá ha sido observada usando piedras de martillo y yunques para procesar frutas de Terminalia catappa, Bactris major, y Cocos nucifera (cocos) e invertebrados como caracoles nerite, cangrejos ermitaños, y cangrejos Halloween.
Se sabe que el capuchino cariblanco panameño se frota partes de ciertas plantas en el pelo. Entre las plantas utilizadas de esta forma se encuentran los cítricos, las enredaderas de los géneros Piper y Clematis, el peine de mono (género Sloanea), la caña tonta y la chirimoya.También se utilizan de esta forma hormigas y milpiés. No se sabe definitivamente para qué sirve este frotamiento, pero puede disuadir a parásitos como garrapatas e insectos, o puede servir como fungicida o bactericida o agente antiinflamatorio.Alternativamente, puede ser una forma de marcar el olor. El capuchino cariblanco panameño también utiliza herramientas de otras maneras. Se sabe que golpea a las serpientes con palos para protegerse o para conseguir que la serpiente libere a un bebé, y a veces utiliza palos como sondas para explorar aberturas. En cautiverio, se sabe que utiliza herramientas para llegar a la comida o para defenderse, y en un caso un capuchino cariblanco utilizó un mono ardilla como proyectil, lanzándolo a un observador humano.
La inteligencia del capuchino cariblanco panameño y su habilidad para utilizar herramientas le permiten ser entrenado para ayudar a parapléjicos. Otras especies de monos capuchinos también son entrenados de esta manera.Los capuchinos cariblancos panameños también pueden ser entrenados para papeles en televisión y cine, como Marcel en la serie de televisión FriendsTambién se utilizaban tradicionalmente como monos organilleros.

### Comunicación

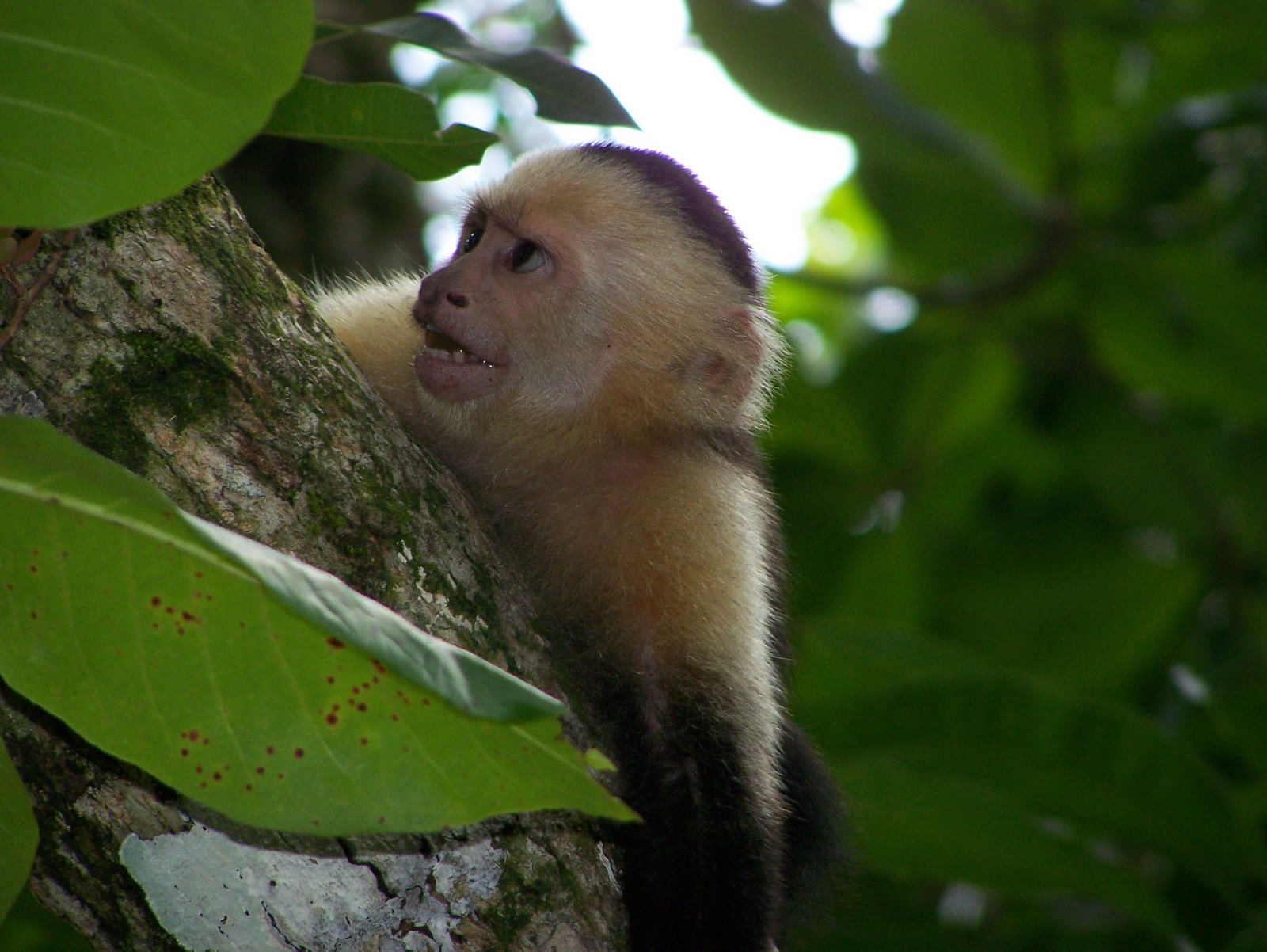
Expresión facial

El capuchino cariblanco panameño es un animal ruidoso. Las llamadas fuertes, como ladridos y toses, se utilizan para comunicar advertencias de amenaza, y las llamadas más suaves, como chillidos, se utilizan en el discurso íntimo. Diferentes tipos de amenazas, como la amenaza de un animal terrestre frente a la amenaza de un pájaro, invocan diferentes vocalizaciones. Las expresiones faciales y el olor también son importantes para la comunicación.Las expresiones faciales y el olor también son importantes para la comunicación.A veces realiza una práctica conocida como "lavado de orina", en la que el mono se frota orina en los pies. Se desconoce el propósito exacto de esta práctica, pero puede ser una forma de señal olfativa.

## Reproducción

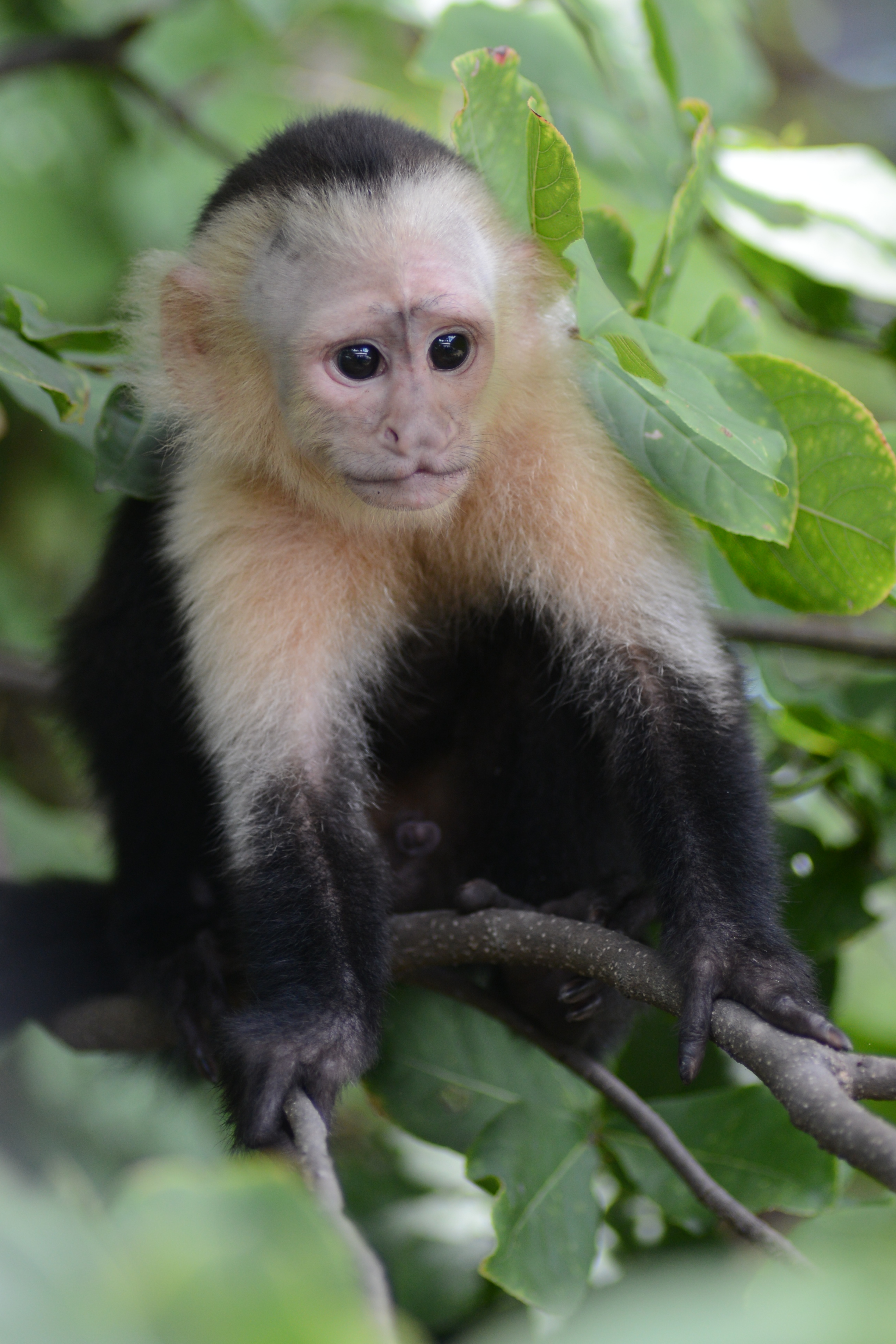
Juvenil en el Parque Nacional de Palo Verde, Costa Rica

El capuchino cariblanco panameño utiliza un sistema de apareamiento polígamo en el que un macho puede aparearse con varias hembras. Aunque el macho dominante no monopoliza la reproducción, los estudios han demostrado que el macho dominante tiende a engendrar la mayoría de las crías.Aunque una hembra puede aparearse con varios machos, es más probable que el macho dominante copule cuando la hembra está en su pico de fertilidadNo obstante, hay pruebas de que los machos dominantes tienden a evitar aparearse con sus propias hijas que son miembros de la tropa. Esta evitación es rara entre los primates del Nuevo Mundo.
La cópula dura unos 2 minutos y el periodo de gestación es de 5 a 6 meses. Normalmente nace una sola cría, pero ocasionalmente nacen gemelos. La mayoría de los nacimientos se producen durante la estación seca, de diciembre a abril La cría es llevada a la espalda de su madre durante unas 6 semanas. Después de unas 4 o 5 semanas puede alejarse de su madre durante breves periodos y hacia los 3 meses puede moverse de forma independiente, aunque algunas crías serán independientes antes. El destete se produce entre los 6 y los 12 meses. Mientras la madre descansa, la cría pasa la mayor parte del tiempo buscando comida o jugando, ya sea por su cuenta o con otros jóvenes. Los capuchinos participan en altos niveles de aloparentalidad, en la que monos distintos de la madre ayudan a cuidar al bebé. Los bebés son llevados por alopadres con mayor frecuencia entre las 4 y 6 semanas de edad. Tanto machos como hembras participan en la aloparentalidad.
Como otras especies de capuchinos, el capuchino cariblanco panameño madura lentamente. La madurez sexual puede ser alcanzada a los 3 años, pero en promedio, las hembras dan a luz por primera vez a los 7 años de edad y dan a luz cada 26 meses a partir de entonces. Los machos alcanzan la madurez reproductiva a los 10 años de edad. El capuchino cariblanco panameño tiene una larga vida teniendo en cuenta su tamaño. La longevidad máxima registrada en cautividad supera los 54 años.

## Distribución y hábitat
El capuchino cariblanco panameño se encuentra en gran parte de América Central. En Centroamérica, su área de distribución incluye gran parte de Honduras, Nicaragua, Costa Rica y Panamá También se ha reportado su presencia en el este de Guatemala y el sur de Belice, pero estos reportes no han sido confirmados.Es uno de los monos más comúnmente vistos en los parques nacionales de Centroamérica, tales como el Parque Nacional Manuel Antonio, el Parque Nacional Corcovado, el Parque Nacional Santa Rosa y el Parque Nacional Soberanía.Aparece en el reverso del billete costarricense de 5.000 colones.
Mientras que el capuchino cariblanco es muy común en Costa Rica y Panamá, el mono ha sido en gran parte extirpado de Honduras y gran parte de Nicaragua. Muchos capuchinos hondureños fueron capturados y reubicados en la isla de Roatán, y muchos capuchinos nicaragüenses fueron capturados y reubicados en la isla de Ometepe. En Nicaragua, todavía es fácil ver capuchinos salvajes en los alrededores de Masaya, Bluefields y otras zonas de la costa sur del Caribe. Los visitantes que suben a alguno de los volcanes de la isla de Ometepe los ven a diario en libertad.
Se encuentra en muchos tipos diferentes de bosques, incluyendo bosques maduros y secundarios, e incluyendo bosques siempreverdes y caducifolios, bosques secos y húmedos, y bosques de manglar y montanos.Sin embargo, parece preferir bosques primarios o secundarios avanzados. También, se encuentran mayores densidades de capuchinos de cara blanca en áreas más viejas de bosque y en áreas que contienen bosques siempreverdes, así como áreas con mayor disponibilidad de agua durante la estación seca.

## Estado de conservación

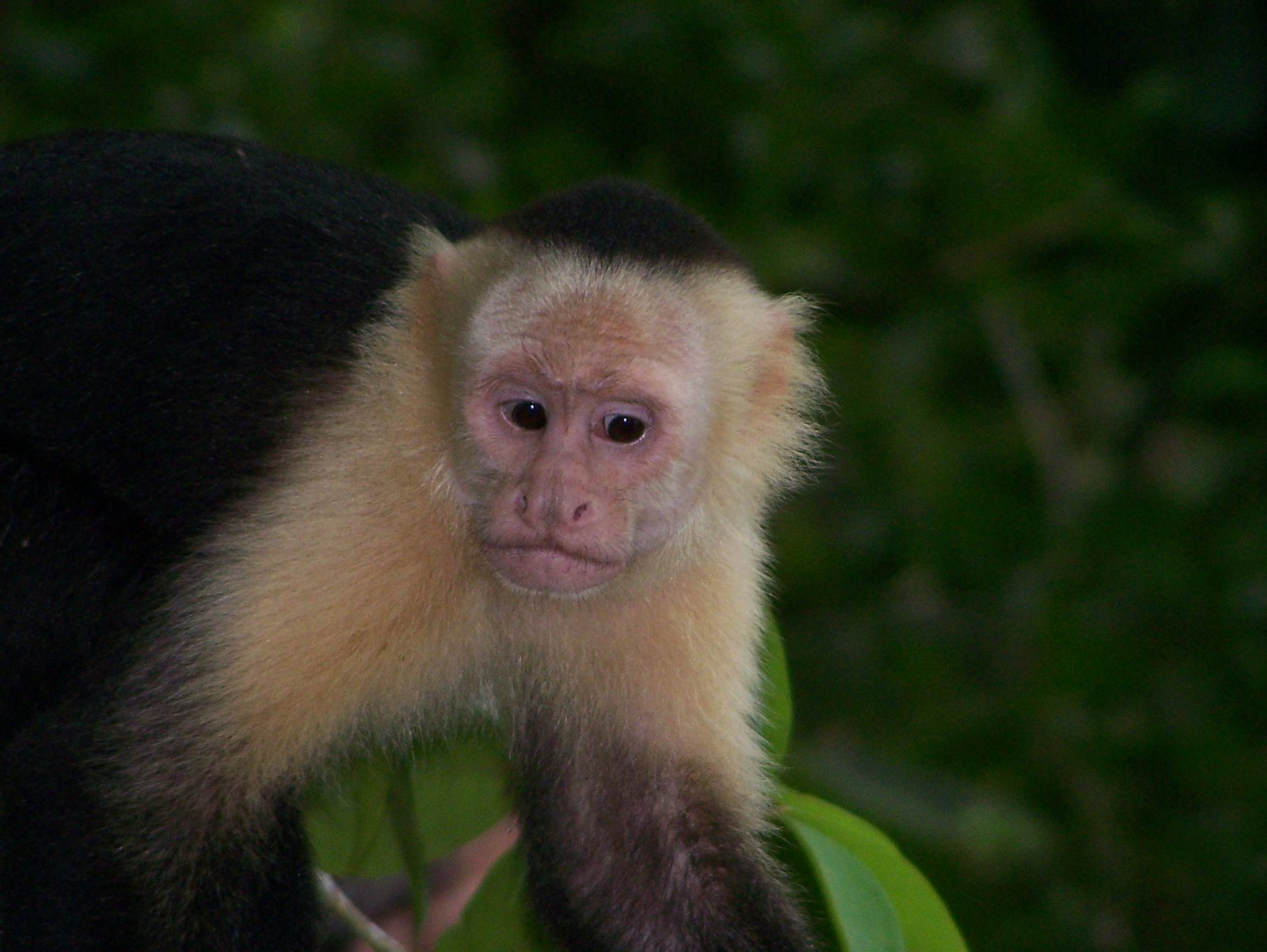
En el Parque Nacional Manuel Antonio, Costa Rica

El capuchino cariblanco panameño está considerado vulnerable desde el punto de vista de la conservación por la UICN. Está amenazado por la deforestación, la caza para el comercio de mascotas y a veces para carne de animales silvestres y por el hecho de que los agricultores a veces los atacan como amenazas potenciales. Sin embargo, la deforestación también puede afectar a su principal depredador, el águila arpía, más de lo que afecta directamente al capuchino cariblanco panameño, por lo que en términos netos la deforestación puede no ser tan perjudicial para la situación del capuchino.El capuchino cariblanco panameño puede adaptarse a la fragmentación de los bosques mejor que otras especies debido a su capacidad para vivir en una amplia variedad de tipos de bosques y explotar una amplia variedad de fuentes de alimentos. El capuchino cariblanco panameño es importante para sus ecosistemas como dispersor de semillas y polen. También tiene un impacto en el ecosistema al comer insectos que actúan como plagas para ciertos árboles, al podar ciertos árboles, como Gustavia superba y Bursera simaruba, haciendo que generen más ramas y posiblemente más frutos, y al acelerar la germinación de ciertas semillas cuando pasan por el tracto digestivo del capuchino.Además, el capuchino cariblanco panameño a veces mata plantas de Acacia collinsii cuando arranca las ramas de la planta para llegar a las colonias de hormigas residentes.